# Miwako Motoyoshi
Miwako Motoyoshi (jap. 元好 三和子, Motoyoshi Miwako; * 21. Dezember 1960 in Osaka) ist eine ehemalige japanische Synchronschwimmerin.

## Erfolge
Miwako Motoyoshi gewann 1982 bei den Weltmeisterschaften in Guayaquil im Solowettbewerb hinter Tracie Ruiz aus den Vereinigten Staaten und der Kanadierin Kelly Kryczka ebenso die Bronzemedaille wie mit der japanischen Équipe im Mannschaftswettkampf. Zwei Jahre darauf nahm sie in Los Angeles an den Olympischen Spielen teil und trat dort in zwei Wettbewerben an. Im Solo erzielte sie 187,050 Punkte, mit denen sie den Wettkampf hinter der siegreichen Tracie Ruiz mit 198,467 Punkten und der Kanadierin Carolyn Waldo mit 195,300 Punkten auf dem dritten Platz abschloss und Bronze gewann. Im Duett trat Motoyoshi gemeinsam mit Saeko Kimura an. Sie beendeten ihren Wettbewerb mit 187,992 Punkten ebenfalls auf Rang drei, womit Motoyoshi auch im Duett die Bronzemedaille gewann. Bessere Ergebnisse erzielten lediglich Candy Costie und Tracie Ruiz mit 195,584 Punkten, die damit Olympiasiegerinnen wurden, sowie Sharon Hambrook und Kelly Kryczka mit 194,234 Punkten.
Die Spiele waren Motoyoshis letzter internationaler Wettkampf.